# Скије
Скије или смучке означавају пар краћих или дужих равних дасака које се различитим начинима причвршћују за ноге особе која их жели користити за клизање преко глатке површине, најчешће прекривене снегом. Скије се користе за сваки вид скијања на снегу или води, иако се исти израз користи и за било коју другу примену скија, које могу бити коришћене и на возилима, авионима и сл.

## Етимологија и употреба
Реч скије потиче од старонордијске речи skíð што значи „расцепано дрво“, „дрвени штап“ или „скија“. У староскандинавском уобичајене фразе које описују скијање биле су fara á skíðum (путовати, брзо се кретати на скијама), renna (брзо се кретати) и skríða á skíðum (газити на скијама). У савременом норвешком, реч ski је у великој мери задржала старонордијско значење у речима за расцепљено огревно дрво, дрвене грађевинске материјале (као што су барџбод) и ограда са округлим стубовима.
Енглески и француски користе оригинални норвешки правопис ski, и мењају изговор. Пре 1920. године, Енглези су их често називали skee и snow-shoe. На италијанском се изговара слично као на норвешком, али је правопис у складу са тим измењен: sci. Португалски и шпански прилагођавају реч својим језичким правилима: esqui и esquí. На немачком су у употреби записи Ski и Schi, оба се изговарају . На холандском, реч је ski и изговор је првобитно био ski као на норвешком, али је отприлике од 1960-их промењен у . На велшком реч се пише sgi. Многи језици праве глаголски облик од именице, као што је to ski на енглеском, skier на француском, esquiar на шпанском и португалском, sciare на италијанском, skiën на холандском, или Schi laufen или Schi fahren (као горе такође Ski laufen или Ski fahren) на немачком. Норвешки и шведски не формирају глагол од именице.
Фински има своје древне речи за скије и скијање: „скије” су suksi, а „скијање” је hiihtää. Реч suksi потиче из прото-уралског периода, са сродним речима као што су ерзјанско soks, мансијско tåut и нганасанско tuta. Сами такође имају своје речи за „скије“ и „скијање“: на пример, луле самска реч за „скијење“ је sabek, а скије се зову sabega. Сами користе cuoigat за глагол „скијати”.

## Историја
Иако није јасно ко је изумео скије, најстарије дрвене скије пронађене су у Русији (од око 6300–5000 пре нове ере), Шведској (од око 5200 пре нове ере) и Норвешкој (око 3200 пре нове ере).

### Асиметричне скије
Ова врста скија је коришћена барем у северној Финској и Шведској до 1930-их. На једној нози скијаш је носио дугу равну скију без лука за клизање, а на другој краћу скију за ударање. Доњи део кратке скије био је раван или прекривен животињском кожом да би се олакшала ова употреба, док је дугачка скија која је носила тежину скијаша третирана животињском машћу на сличан начин као модерна навоштавања скија. Рани записи о овој врсти скија су сачувани у делима Олауса Магнуса. Он их асоцира на Сами народом и даје самиске називе савек и голос за равну кратку скију превучену кожом.
Фински називи за њих су lyly и kalhu за дугу и кратку скију.

### Једнострука дуга скија
Ловци на фоке у Ботнијском заливу развили су специјалну дугачку скију да се ушуњају на раздаљину за гађање до отвора за дисање фока, иако је скија генерално била корисна за кретање на збијеном леду и направљена је посебно дугачка, 3-4 метра, за заштиту од пукотина у леду. Ово се на шведском зове скредстанг.

### Модерне скије
Око 1850. године, занатлије у Телемарку, Норвешка, измислиле су заобљене скије. Ова скија се савија у средини, испод везива, што равномерније распоређује тежину скијаша по дужини скије. Раније скије у стилу даске морале су бити довољно дебеле да се не нагну и не потону у снегу под теретом скијаша. Овај нови дизајн је омогућио да се направи тања лакша скија, која се лакше савија да апсорбује удар неравнина, и којом се маневрише и трчи брже и лакше. Дизајн је такође укључивао бочни рез који је сужавао скију под ногама, док су врх и реп остали шири. Ово је омогућило да се скија лакше савија и окреће.
Скије су традиционално биле ручно исклесане од једног комада тврдог дрвета као што су хикори, бреза или јасен. Ови типови дрвета су коришћени због своје густине и способности да се носе са факторима брзине и отпорности на ударце који су повезани са скијашким тркама. Пошто су се европске шуме смањивале, постало је тешко пронаћи квалитетно тврдо дрво, што је довело до проналаска ламинираних скија. Почевши од 1891. године, скијаши у Норвешкој почели су да ламинирају два или више слојева дрвета како би направили лакше скије за трчање. Оне су еволуирале у вишеслојне скије високих перформанси средином 1930-их.
Године 1950, Хауард Хед је представио Хед Стандард, направљен тако што је легуре алуминијума стављене у сендвич око језгра од шперплоче. Дизајн је укључивао челичне ивице (изумљене 1928. у Аустрији), а спољне површине су биле направљене од фенол формалдехидне смоле која је могла да задржи восак. Ова изузетно успешна скија била је јединствена у то време, јер је била дизајнирана за рекреативно тржиште, а не за трке. Године 1962: Карл Шранц је користио скију од фибергласа, Кнајслова бела звезда, да освоји две златне медаље на Светском првенству у алпском скијању. До касних 60-их фиберглас је углавном заменио алуминијум.
Године 1974, Магне Мирмо је постао последњи светски шампион (Фалун, 15 km крос-кантри) користећи дрвене скије.
Године 1975, патентирана је конструкција торзијске кутије за скијање. На патент се позивају Кастле, Саломон, Ротефела и Мадшус. Године 1993, Елан је представио Елан SCX модел, скије са много ширим врхом и репом од струка. Када се наврну на своје ивице, савијају се у закривљени облик и изрезују се. Крос-кантри технике користе различите стилове окрета; ивица није толико важна, и скије имају мали бочни рез. Дуги низ година, алпске скије су биле обликоване слично као за скијашко трчање, једноставно краће и шире, али је Елан SCX увео радијални бочни дизајн који је драматично побољшао перформансе. Друге компаније су брзо следиле њихов пример, један аустријски дизајнер скијања је признао: „Испоставило се да је све што смо мислили да знамо четрдесет година било погрешно.“ Лајн Скис, прва скијашка компанија усмерена на слободно скијање инспирисала је нову школску слободног скијања са својим дуплим врховима скија 1995. године. Прва компанија која је успешно пласирала на тржиште и масовно производила такве скије са два врха (скијање уназад) била је Саломон група, са својим 1080 скијама 1998. године.

## Врсте скија
Најпознатије су скије за алпске скијашке дисциплине. Те се скије крећу у распонима дужина од 1 до 2 метра, у зависности од дисциплине, узраста скијаша, висини скијаша и сл. Ширине скије се крећу измеђи 7-10 центиметара, а уобичајено је да су врхови и репови нешто шири од струка скије. Скије су дебљине око 1-2 центиметра. Материјал израде је традиоционално био дрво, али се развојем технологије данас примењују различити чвршћи материјали као што су карбон, кевлар и разни други композитни материјали. Рубници скија са доње су ради бољег приањања за подлогу у завојима најчешће од тврдог метала, а сама подлога је прекривена материјалом на бази воска ради мањег трења са снежном површином. Са горње стране скије налазе се скијашки везови којима се причвршћује нога скијаша за скију. Скијаш користи посебну обућу која има с обе стране одговарајућу избочину на коју се вез учвршћује. На алпским скијама скијашево стопало је целом дужином чврсто приљубљено уз скију.
У нордијском скијању користе се скије које су битно уже и дуже од алпских скија. Разлика је и у скијашком везу, који у случају ових скија не причвршћује ногу скијаша целим стопалом чврсто за скију, већ је омогућено подизање пете док су прсти стално у додиру с скијом.
Скијаши који се баве скијашким скоковима користе врло дуге (редовно преко два и по метра) и нешто шире скије, а вез на њима такође омогућава подизање пете.
Приликом скијања на води користе се доста широке али кратке скије. Те скије скијаш најчешће користи бос, те је вез прилагођен босој нози и стога битно другачије дизајниран од везова за дисциплине на снегу.

## Одржавање скија
Одржавање скија обухвата четири аспекта: прилагођавање везивања, третман воском, обликовање ивица и поправку базе.
Подешавање везивања: Везе за скије са сигурносним отпуштањем захтевају подешавање тако да одговарају тежини и висини скијаша. Годишње одржавање осигурава да ће подешавања и даље бити тачна. За изнајмљивање скија, такво прилагођавање је потребно за сваку промену корисника.
Третман воском: Већина воска за скијање смањује трење клизања на снегу. „Восак за пријањање“ промовише пријањање на снегу за скије за трчање. Восак се може наносити на три начина, топљењем, трљањем и као паста.
- Врући восак се наноси топлотом тако што се растопљени восак пегла на подлогу скија и омогућава му да продре у структуру пора, затим се струже и полира.[29]
- Тврди восак се може утрљати и загладити, механички из шипке или канистера материјала. Ова техника је правило за грип воскове.[33]
- Паста воска омогућава смањење трења уз брзо прилагођавање снежним условима на рачун издржљивости.[34]